# Џамел Маклин
Џамел Маклин (енгл. Jamel McLean; Бруклин, Њујорк, 18. април 1988) амерички је кошаркаш. Игра на позицијама крилног центра и центра, а тренутно је без ангажмана.

## Биографија
Године 2006/07. започео је студије на Универзитету Талса где је играо за екипу Талса голден херикејна. Након једногодишње паузе, 2008. је наставио студије на Универзитету Зејвијер, играјући кошарку за екипу Зејвијер маскетирса. На НБА драфту 2011. није изабран.
Почетак Маклинове професионалне каријере везан је за белгијске клубове. У Левен берсима провео је сезону 2011/12, док је наредну започео у дресу Остендеа. У јануару 2013. преселио се у Немачку и приступио екипи Телеком баскетса из Бона у којој се задржао једну и по сезону. У августу 2014. потписао је за Албу из Берлина. У сезони 2014/15. био је најкориснији играч Бундеслиге Немачке. У јулу 2015. прешао је у редове Олимпије из Милана и тамо се задржао две сезоне. У том периоду Олимпија је освојила четири национална трофеја - једно првенство, два купа и један суперкуп. Сезону 2017/18. провео је у Олимпијакосу, а наредну 2018/19. је био играч Локомотиве Кубањ.

## Успеси

### Клупски
- АЛБА Берлин:
  - Суперкуп Немачке (1): 2014.

- Олимпија Милано:
  - Првенство Италије (1): 2015/16.
  - Куп Италије (2): 2016, 2017.
  - Суперкуп Италије (1): 2016.

- Динамо Сасари:
  - Суперкуп Италије (1): 2019.

### Појединачни
- Најкориснији играч Првенства Немачке (1): 2014/15.
- Најкориснији играч кола Евролиге (2): 2015/16. (1), 2017/18. (1)